# Jens Aasgaard
Jens „Snute“ Aasgaard (* 28. Juli 1990 in Oppegård) ist ein ehemaliger norwegischer E-Sportler. Als letztes spielte er für das niederländische Team Liquid.

## Werdegang
In der Grundschule organisierte Aasgaard mit seinen Klassenkameraden Turniere in StarCraft BroodWar. Nachdem er das Interesse an eigenen Turnieren verloren hatte, hörte Aasgaard auf, StarCraft|BroodWar zu spielen. 2002 kaufte sein älterer Bruder eine Tanzmatte für die Playstation und Aasgaard entwickelte eine wettbewerbsfähige Strategie für Tanzspiele. Mit bis zu zehn Schritten pro Sekunde konnte er 2004 norwegischer Meister in Dance Dance Revolution werden. 2010 trat Aasgaard als StarCraft-II-Amateur dem „Team Gamersleague“ bei und begann 2011 sein Studium in Musiktechtnik. Den Plan, professioneller Pianist zu werden – er entstammt einer musikalischen Familie – gab er 2012 zugunsten seiner Karriere als professioneller E-Sportler auf. Seinen ersten größeren Erfolg erlangte er als Snute als er Ende 2012 den HomeStory Cup VI gewann. Beeindruckt von seinen Leistungen, nahm „Team Liquid“ ihn im Januar 2013 unter Vertrag. Seit diesem Durchbruch gilt Snute als einer der wenigen nicht-koreanischen StarCraft II-Spieler, die konstant in der Lage sind, auf höchstem Niveau zu konkurrieren. Nach enttäuschenden Ergebnissen gab Aasgard im September 2018 seinen Rücktritt vom Progaming bekannt. Nach gewonnenen Preisgeldern ist er mit 372.788 US-Dollar der zweiterfolgreichste europäische StarCraft II-Spieler der Geschichte.

## Erfolge
| Jahr | Turnier                                  | Platz | Preisgeld  |
| ---- | ---------------------------------------- | ----- | ---------- |
| 2017 | WCS Montreal                             | 2.    | 10.000 $   |
| 2017 | WCS Valencia                             | 2.    | 10.000 $   |
| 2017 | Nordic Championship 2017 Summer          | 1.    | 2.859 $    |
| 2016 | NSL International                        | 1.    | 022.500 $  |
| 2016 | DreamHack Open: Austin                   | 3.–4. | 05.000 $   |
| 2016 | Gold Series International                | 2.    | 08.000 $   |
| 2016 | Ting Open                                | 3.–4. | 0400 $     |
| 2016 | WCS Circuit: Winter Circuit Championship | 2.    | 15.000 $   |
| 2015 | HomeStory Cup XII                        | 3.–4. | 02.500 $   |
| 2015 | GPL 2015 International Challenge         | 1.    | 15.000 $   |
| 2015 | Gfinity Summer Masters I                 | 3.–4. | 01.000 $   |
| 2015 | Kung Fu Cup 2015 #1                      | 2.    | 20.000 CN¥ |
| 2014 | DreamHack Open: Moscow                   | 3.–4. | 03.000 $   |
| 2014 | Gfinity G3                               | 3.–4. | 03.000 $   |
| 2014 | World E-sport Championship 2014          | 2.    | 80.000 CN¥ |
| 2014 | TaKeTV ULTRA Invitational                | 1.    | 03.000 $   |
| 2014 | SeatStory Cup                            | 1.    | 08.000 $   |
| 2013 | Red Bull Training Grounds 2              | 1.    | 03.800 $   |
| 2013 | HomeStory Cup VII                        | 2.    | 06.500 $   |
| 2013 | ESET UK Masters 2013 Season 1            | 1.    | 04.000 £   |
| 2012 | HomeStory Cup VI                         | 1.    | 10.000 $   |
| 2012 | THOR Open 2012                           | 2.    | 30.000 SEK |
| 2012 | Acer StarCraft Challenge                 | 2.    | 01.000 €   |
| 2012 | Campus Party Europe                      | 2.    | 03.000 $   |